# Institut Català de Recerca de l'Aigua
L'Institut Català de Recerca de l'Aigua (ICRA) és una institució científica creada l'any 2006 pel Govern de la Generalitat de Catalunya en el programa de Centres de Recerca de Catalunya (CERCA).
Entre els seus objectius principals es troba el desenvolupament de projectes de recerca, la transferència del coneixement i innovació en tots els aspectes relacionats amb el cicle integral de l'aigua i la seva gestió i la formació d'investigadors i tècnics altament especialitzats en l'àmbit de l'aigua, com per exemple la presència de patògens resistents als antibiòtics al cicle de l'aigua, entre molts altres.
La institució s'ubica a l'edifici H₂O del Parc Científic i Tecnològic de la Universitat de Girona, a Montilivi, Girona. Per a la construcció del projecte es van invertir un total de 3.360.000 €, 1.680.000 € dels quals provenien del fons de la UE. L'edifici va ser inaugurat l'any 2009.